# جشنواره بین‌المللی فیلم‌های ویتنامی
جشنواره بین‌المللی فیلم‌های ویتنامی (انگلیسی: Vietnamese International Film Festival) که با نام اختصاری ویت‌فیلم‌فست (ViFF) هم شناخته می‌شود، نام یک جشنوارهٔ فیلم است که هر دو سال یک‌بار، به همتِ «انجمن ویتنامی-آمریکایی ادبیات و هنر» (VAALA) و همچنین «دپارتمان زبان و فرهنگ ویتنامی دانشگاه یوسی‌ال‌ای» (VNLC) برگزار می‌شود.
این جشنوارهٔ فیلم، در سال ۲۰۰۳ میلادی بنیان نهاده شد و فقط به تولیداتِ سینماییِ هنرمندانِ ویتنامی اختصاص دارد که در خارج از مرزهای این کشور زندگی می‌کنند.
محل برگزاری این جشنواره معمولاً در «دانشگاه کالیفرنیا در ارواین»، «دانشگاه یوسی‌ال‌ای» یا «سایگون کوچک» در اورنج کانتی (کالیفرنیا) است.